# Vardadzor (Martakert)
Gülyataq
Pour les articles homonymes, voir Vardadzor.
Vardadzor (en arménien Վարդաձոր, en azéri Gülyataq) est une communauté rurale de la région de Martakert, au Haut-Karabagh. Elle compte 193 habitants en 2005.